# Nossa Senhora da Ajuda (Fogo)

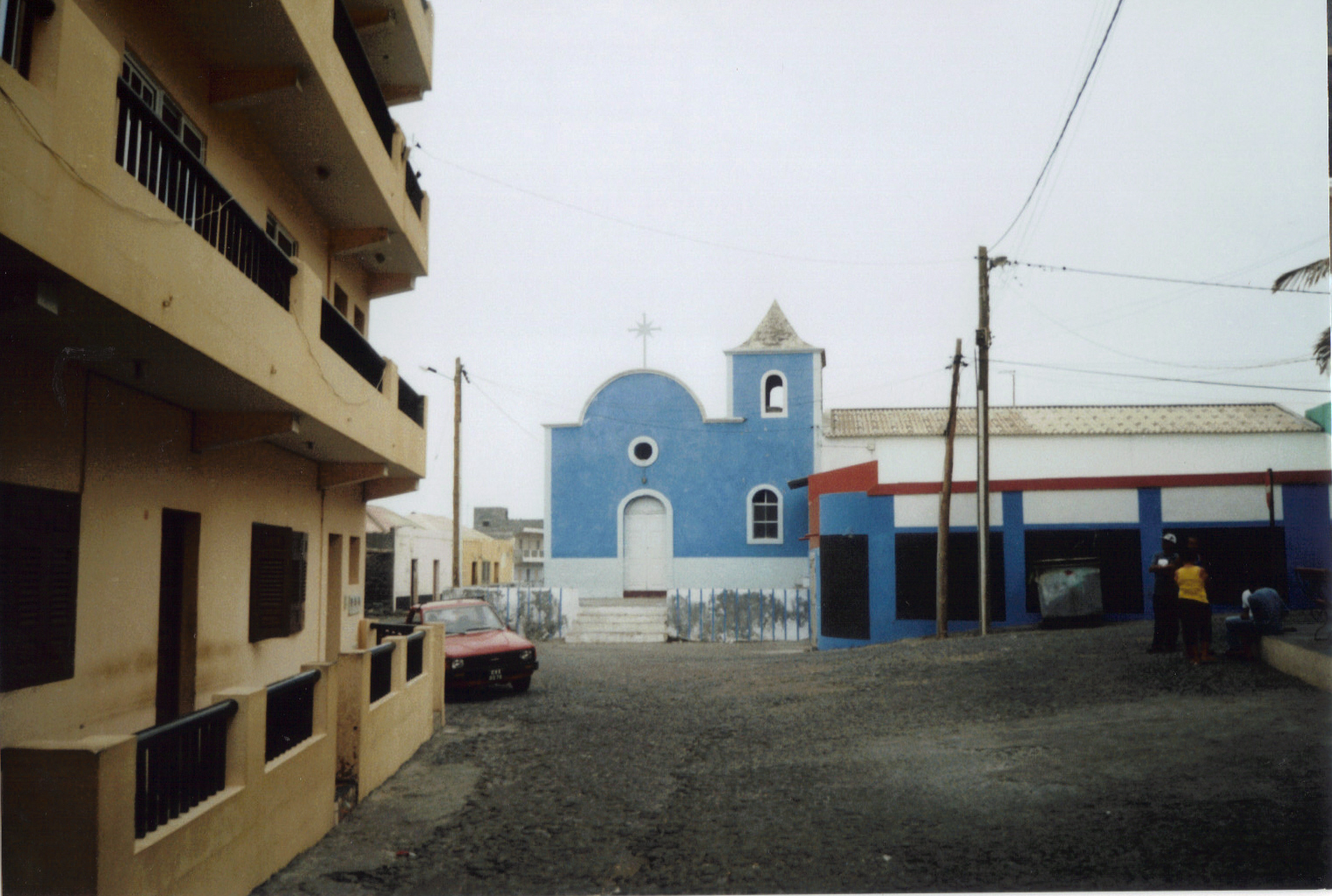
Igreja de Nossa Senhora da Ajuda, nos Mosteiros.

Nossa Senhora da Ajuda é uma freguesia de Cabo Verde. Pertence ao concelho dos Mosteiros e à ilha do Fogo. A sua área coincide com a Paróquia de Nossa Senhora da Ajuda, e o feriado religioso é celabrado a 15 de agosto, dia da Assunção da Virgem Maria.

## Aldeias
- Achada Grande (pop: 538)
- Atalaia (pop: 700)
- Corvo (pop: 340)
- Cova Feijoal (pop: 217)
- Cutelo Alto (pop: 281)
- Fajãzinha (pop: 84)
- Feijoal (pop: 435)
- Mosteiros (pop: 4 124)
- Mosteiros Trás (pop: 37)
- Pai António (pop: 545)
- Queimada Guincho
- Relva (pop: 1 184)
- Ribeira do Ilhéu (pop: 848)
- Rocha Fora (pop: 187)
- Sumbango